# Operace Daybreak
Operace Daybreak (v překladu Operace úsvit) je americký válečný film z roku 1975, který zpracovává průběh Operace Anthropoid, jejímž cílem byl atentát na zastupujícího říšského protektora Reinharda Heydricha.

## Děj
Děj filmu začíná v Anglii v roce 1941, kde si náčelník československé rozvědky, plk. gšt. Moravec, předvolal tři vojáky Jana Kubiše (Timothy Bottoms), Jozefa Gabčíka (Anthony Andrews) a Karla Čurdu (Martin Shaw), kteří dostanou úkol nazvaný „Daybreak“ v Protektorátu Čechy a Morava – zabít zastupujícího protektora Reinharda Heydricha. Při parašutistickém výsadku však došlo k chybě a místo u Plzně byla trojice vysazena 200 km daleko. Kubiš s Gabčíkem přistáli blízko sebe, Čurda však o něco dál a ještě jej chytl místní revírník. Při první konfrontaci Kubiše a Gabčíka s dvojicí německých vojáků vychází najevo, že nejsou kde si myslí a musí Němce zabít. Všichni tři se opět setkávají u místního doktora, ke kterému jim pomohli Češi z lomu.
Všichni pokračují dále do Prahy, kde jim s ukrýváním pomáhá rodina Moravcova. Po neúspěšném pokusu o zastřelení Heydricha před cestou do Berlína je potřeba vymyslet nový plán. Parašutisté se rozhodli pro přepadení Heydrichovy kolony před holešovickou křižovatkou. Gabčíkovi, který skočil před zpomalující vůz, se však samopal zasekl. Z místa činu tak začal utíkat, pronásledován řidičem. Kubiš měl pro tento případ přichystaný granát. Vržený granát vybuchl za Heydrichovým vozem a zranil zastupujícího protektora. Ten posléze v nemocnici umírá.
Karel Čurda, který v Čechách má rodinu i s malým dítětem, se obává o jejich životy a odejde na Gestapo vypovídat proti atentátníkům. Postupně je zatčena rodina Moravcových. Když se Němci dozvědí, že se parašutisté ukrývají v Resslově ulici v kostele svatých Cyrila a Metoděje, začne dlouhý boj, který končí smrtí sedmi parašutistů.

## Zajímavosti
Film se natáčel také v Československu, díky čemuž se ve filmu objevili i čeští herci, jako například Jiří Krampol coby Adolf Opálka, Josef Abrhám, Vítězslav Jandák či Zdeněk Srstka v roli gestapáckého ranaře.
Operace Daybreak je dosud jediným filmovým zpracováním, které zobrazuje epizodní příběh Jindřišky Novákové (ve filmu jako Jindřiška Moravcová, zahrála ji Pavla Matějovská), čtrnáctileté dívky, které z ulice odklidila kolo (po kterém pátralo gestapo) použité při atentátu Janem Kubišem, a která úspěšně (tj. nepoznána) překonala také identifikaci na gestapu (avšak byla později se svou rodinou odhalena a zavražděna následkem Čurdovy zrady).

## Obsazení
| Timothy Bottoms | Jan Kubiš         |
| Martin Shaw     | Karel Čurda       |
| Anthony Andrews | Jozef Gabčík      |
| Joss Ackland    | Janák             |
| Anton Diffring  | Reinhard Heydrich |
| Carl Duering    | Karl Frank        |
| Cyril Shaps     | Otec Petřek       |
| Diana Coupland  | Marie Moravcová   |